# Thorhild
Thorhild ist eine Gemeinde im Zentrum von Alberta, Kanada, mit dem Status eines Weilers (englisch Hamlet) hat. Bis zum Jahr 2009 hatte die Gemeinde den Status eines Dorfes (englisch Village).
Die Gemeinde liegt in der Region Zentral-Alberta, im landwirtschaftlich geprägten Aspen Parkland, etwa 80 Kilometer nordnordöstlich von Edmonton, an der Kreuzung des Alberta Highway 18 mit dem regionalen Alberta Highway 827. In Thorhild hat der Verwaltungsbezirk („Municipal District“) Thorhild County seinen Verwaltungssitz.
Der Zensus im Jahr 2016 ergab für die Gemeinde eine Bevölkerungszahl von 531 Einwohnern, nachdem der Zensus im Jahr 2011 für die Gemeinde eine Bevölkerungszahl von nur 488 Einwohnern ergeben hatte. Die Bevölkerung hat damit im Vergleich zum letzten Zensus im Jahr 2011 leicht unterdurchschnittlich um 8,8 % zugenommen, während der Provinzdurchschnitt bei einer Bevölkerungszunahme von 11,6 % lag. Im Zensuszeitraum 2006 bis 2011 hatte die Einwohnerzahl in der Gemeinde deutlich um 3,4 % abgenommen und sich damit gegen den Provinzdurchschnitt, mit einer Zunahme um 10,8 %, entwickelt.